# Henri de La Tour-Châtillon de Zurlauben
Pour les articles homonymes, voir Zurlauben.
Henri de la Tour-Châtillon de Zurlauben, second fils de Béat II de la Tour-Châtillon de Zurlauben, fut blessé au siège de Roses en Catalogne. En 1654, il commandait un bataillon des gardes suisses, et se distingua à leur tête, dans la défaite qu'éprouvèrent les Espagnols, en voulant jeter des secours dans Arras. Il était, en 1656, major général des troupes de Zug ; et en 1663, il fut envoyé à Paris, pour renouveler l'alliance avec Louis XIV, qui lui donna une chaîne d'or avec une pension. Il mourut à Zug le 2 mai 1676.

## Sources
« Henri de La Tour-Châtillon de Zurlauben », dans Louis-Gabriel Michaud, Biographie universelle ancienne et moderne : histoire par ordre alphabétique de la vie publique et privée de tous les hommes avec la collaboration de plus de 300 savants et littérateurs français ou étrangers, 2e édition, 1843-1865 [détail de l’édition]
- Kurt-Werner Meier, Die Zurlaubiana. Aarau 1981.
- Urs Amacher, Kurt-Werner Meier, Josef Schenker, Rainer Stöckli, Zurlaubiana AH = Sammlung Zurlauben: Regesten und Register zu den Acta Helvetica ... Zur-Laubiani. Aarau 1976ff.